# Бугайов Михайло Андрійович
Бугайов Михайло Андрійович (нар. 08.08.1922) — генерал-майор Радянської армії, почесний громадянин м. Лебедин.

## Життєпис
Народився 8 серпня 1922 року в с. Захарове Алтайського краю в сім'ї селянина.
На фронтах німецько - радянської війни з 1941 року, в складі 309-ї стрілецької дивізії, куди він прибув лейтенантом. Перше бойове хрещення дивізія отримала у червні 1942 року в районі міста Свобода Воронезької області. Спочатку командував артилерійським взводом, батареєю, потім артдивізіоном.
Після війни закінчив військово-політичну академію ім. В. І. Леніна. У 1970 році йому було присвоєно звання генерал-майора.

## Нагороди та відзнаки
- Орден Червоного Прапора (1943)
- орден Червоної Зірки
- орден Олександра Невського
- орден Вітчизняної війни І ступеня
- орден Трудового Червоного Прапору
- «Почесний громадянин м. Лебедина» (17.05.1978)